# Anisynta albovenata
Anisynta albovenata är en fjärilsart som beskrevs av Waterhouse 1940. Anisynta albovenata ingår i släktet Anisynta och familjen tjockhuvuden. Inga underarter finns listade i Catalogue of Life.